# Scomberomorus concolor
Scomberomorus concolor es una especie de peces de la familia Scombridae en el orden de los Perciformes.

## Morfología
• Los machos pueden llegar alcanzar los 77 cm de longitud total y los 3.600 g.

## Distribución geográfica
Es endémica del norte del Golfo de California.